# Clubiona viridula
Clubiona viridula es una especie de araña araneomorfa del género Clubiona, familia Clubionidae. Fue descrita científicamente por Ono en 1989.
Habita en Tailandia, islas Ryūkyū e islas menores de la Sonda.